# Norrköpings västra station
Norrköpings västra station var en järnvägsstation i Kneippbaden i Norrköping utmed järnvägslinjen Norrköping-Kimstad, vilken var i drift 1906-1964. Först kallades stationsbyggnaden Kneippbaden, sedan Norrköpings västra, eller i mer vardagligt tal Västra station. Numera är det privatbostad. 